# Johan de Witt
Johan de Witt, též Jan de Witt. (24. září 1625, Dordrecht – 20. srpna 1672, Haag) byl nizozemský politik v 17. století, v době největší nizozemské koloniální expanze. Byl rovněž významným matematikem a právníkem, své matematické teorie aplikoval i do ekonomické správy země.

## Život
Jan de Witt pocházel ze staré patricijské rodiny města Dodrechtu. Dostalo se mu vynikajícího vzdělání. V letech 1653 až 1672 zastával funkci velkého penzionáře, která byla nejvyšší politickou funkcí ve Spojených provinciích nizozemských a přibližovala se dnešní funkci premiéra. Byl rozhodným odpůrcem rodu Oranžských, krátce po svém nástupu do úřadu, roku 1654 prosadil zákon, vylučující Oranžské z vysokých státních funkcí. K jeho největším úspěchům patřilo uzavření míru s Anglií roku 1654, druhý mír s Anglií roku 1667 (smlouva v Bredě) a vytvoření trojaliance s Anglií a Švédskem roku 1668. Jeho vláda byla republikánská a oponovala monarchistickým snahám oranžistů. Proti nim byl namířen de Wittův edikt z roku 1667, zakazující spojení funkcí hlavy státu a vrchního velitele vojsk pod jednu osobu. Spolupracovníkem a rádcem Johana de Witta byl jeho bratr, finančník a dodrechtský starosta Cornelis de Witt. Vláda de Wittů se opírala především o vrstvu obchodníků, finančníků a velkých pozemkových vlastníků, naopak vojskem, námořníky a městskou chudinou byli bratři nenáviděni.
Osud Johana a jeho bratra se naplnil po vpádu francouzských a anglických vojsk do Nizozemska roku 1672. Jejich politika dorozumění s Francií vyvolala v Nizozemí velkou nespokojenost, jíž dokázal využít Vilém III. Oranžský, prosazený svými stoupenci jako vrchní velitel nizozemských vojsk. Vilém krátce nato nechal nepopulárního Cornelise de Witta uvěznit v Haagu. Když Johan vyjednával o propuštění svého bratra, kolem věznice se srotil dav, demonstrující za okamžité potrestání de Wittů. Oranžistický důstojník Cornelis Tromp vedl dav do útoku proti věznici, při němž byli de Wittové vyhozeni z okna, jejich těla pověšena na šibenici a rozsápána, lidé prý dokonce jejich části snědli.